# Вильчинский, Владимир Фадеевич
Владимир Фадеевич Вильчинский (укр. Володимир Тадейович Вільчинський; 2 апреля 1931, Фёдоровка, Шаргородский район — 9 августа 2021, Уланов, Винницкая область) — советский и украинский политический и общественный деятель, председатель колхоза «Дружба» Хмельницкого района Винницкой области, УССР. Герой Социалистического Труда (1973). Член ЦК КПУ (1976—1990). Член ЦК КПСС (1990—1991).

## Биография
Родился 2 апреля 1931 года в селе Фёдоровка (сегодня — Шаргородский район Винницкой области) в крестьянской семье.
Окончил начальную школу в родном селе, семилетку в селе Копыстырин и среднюю школу в селе Пеньков. В 1951 году окончил Тульчинскую сельскохозяйственную школу ветеринарных фельдшеров, после чего работал ветеринарным фельдшером Сосновского сахарного комбината Винницкого сахаротреста. С 1951 года по 1954 год служил в Советской армии.
С 1954 по 1958 год — заместитель председателя правления колхоза «Победа» села Фёдоровка Шаргородского района.
В 1956 году вступил в КПСС.
С 1956 по 1958 год — слушатель Советской партийной школы при Станиславском областном комитету КПУ.
В 1958—1959 годах — председатель правления колхоза «Победа» Шаргородского района и с 1959 по 1968 год — председатель правления колхоза имени Шевченко села Копыстирин Шаргородского района Винницкой области.
В 1966 году окончил агрономический факультет Украинской сельскохозяйственной академии.
С 1968 по 2006 год — председатель колхоза «Дружба» села Уланов Хмельницкого района Винницкой области. Под его руководством колхоз вышел в передовые сельскохозяйственные предприятия Винницкой области. В 1971 году колхоз был награждён Орденом «Знак Почёта». Под руководством Владимира Вильчинского было газифицировано село Уланов, в котором было проведено более 120 километров газопровода и были построены культурно-социальные объекты.
В 1973 году удостоен звания Героя Социалистического Труда.
После 2006 года — советник генерального директора Агропромышленного научно-производственного предприятия «Визит» Хмельницкого района Винницкой области.
Член Народной аграрной партии Украины. Избирался депутатом Винницкого областного совета.

## Награды
- Герой Социалистического Труда (1973);
- Орден Ленина (трижды);
- Орден Дружбы народов;
- Орден «За заслуги» 3-й степени;
- Почётный гражданин Хмельницого района (2003);
- Заслуженный работник сельского хозяйства Украинской ССР.